# Cal Font (Gelida)
Cal Font és una masia de Gelida (Alt Penedès) protegida com a bé cultural d'interès local.

## Descripció
Aquesta masia està ubicada al camí del Puig, dominant la visió del territori. Està formada per un cos central amb coberta a dues aigües, amb planta, pis i golfes amb petits volums annexes; té de coberta inclinada.
L'accés es fa a través del camí del Puig i manté l'estructura de l'era davantera.